# Yummy
Yummy（ヤミー、1984年12月13日 - ）は日本のDJ、プロデューサー。

## 概要・略歴
東京藝術大学美術学部出身。高校二年生の頃に独学でDJ活動を開始。
ハイネケン主催のDJコンテスト『Found＠Thirst 2003』に応募したDj Mixが審査員の目に留まり、大学在学中にavex traxからangelsのDj Yumiとしてデビュー。全国ツアーやvelfarre等都内を中心に活動していた。
2005年、自身初の海外経験としてDJしに訪れたネバダ州のBurning manの世界観に多大なる影響を受けたと、雑誌等のインタビューで度々語っている。
2007年に大学を卒業後、株式会社ライゾマティクスに入社するも、DJを本業とするため2009年に退社。
house nation最初期のレジデントDJとしてavex traxとメジャー契約し、フィジカルのリリースや全国ツアー、メディアへの露出も増えたためハウス・ミュージックのDjとして認知されるが、一貫してIbizaを源流とするヨーロッパ圏のDJカルチャーやレイヴカルチャーに強く感化された作風とイーヴン・キックのマナーに則った選曲が特徴である。
その後も00年代フィーメールDJブームの先駆けとして数々の国と地域（アメリカ（LA、CA）、カナダ、タイ、中国、台湾、シンガポール、マレーシア、スペイン、ウルグアイ ）で精力的にスピンした。LOUD magazineのDJランキング国内の部で2013, 2014年と女性最高位を記録。
2014年ageHaの大晦日カウントダウンイベントを最後に突然の活動休止を発表。2015年以降、フリーランスとして独立後に使用していたDj Yummy名義を、再びYummyに戻した。
自身のインディレーベル、Donutz trax (2012 - )ではアナログやCD、Zineなどのリリースがある。そのデザインからアートディレクション、ノベルティの発注まで自身で行っている。

## 参加作品・ディスコグラフィー

### アルバム
2010.07.07 YUMMY - D.I.S.K. LABEL:avex trax(JP)
2014.12.07 Dj Yummy - Vinyl house (12”) LABEL:Donutz trax(JP)

### ミックスCD
2005.01.01 V.A. - Virtualacid Candyman LABEL:WC records (JP） 
2009.03.11 V.A. - house nation Conductor YUMMY LABEL:avex trax(JP)
2010.03.10 V.A - Cloudlander Selected and Djmixed by Yummy LABEL:Grand Gallery(JP)
2013.04.24 V.A - Dj Yummy Electronic Donutz Mix LABEL:Donutz trax(JP)
2013.12.11 V.A - Dj Yummy Electronic Donutz Mix2 LABEL:Donutz trax(JP)

### アナログ
2004. Angels - numelo 1 Angels Theme (G-Aria) EP (12”) LABEL:avex trax(JP)
2004. Angels - Mision (Fuga) EP (12”) LABEL:avex trax(JP)
2004. Angels - Volare EP (12”) LABEL:avex trax(JP)
2009.04.29  YUMMY feat. Luciana - Sparkle love / house nation Ruby EP (12”) LABEL:avex trax(JP)
2015.09.10 Yummy, DJ AMIGA - CAmelia, Can’t tell  (12”) LABEL:Donutz trax(JP)

### シングル・コンピレーション・リミックス
2009.04.21 the Signal(Yummy& Makotrax) - Implode LABEL:Frisky Records(US)
2009.10.07 YUMMY - Phase(Under the moon piano mix) / Freedom sunset 2009 LABEL:P-VINE(JP)  
2009.11.11 Steavie Hoang - All night long (YUMMY remix) / house nation Platinum LABEL:avex trax(JP)
2009.11.24 the Signal(Yummy& Makotrax)  - Solen LABEL:microCatsle(CA)
2009.12.02 YUMMY vs Saolilith - 鳥の詩 (house nation mix) - house nation Diamond LABEL:avex trax(JP)
2010.03.01 YUMMY feat.zoe - Cry / House nation Trance gig LABEL:avex trax(JP)
2011.03.30 galaxy7 - black metal (DJ Yummy remix) / Save the underground EP LABEL:Madskippers(JP)
2011.03.31 Dj Yummy - Red dots / Come Alive vol.2 - Techno/Electro Rock LABEL:Wakyo(JP)
2011.05.20 Dj Yummy - I’m Still Alive / BPM JAPAN CHARITY ALBUM Vol.2 LABEL:BPM JAPAN(JP)
2011.08.24 Booty Bronx & Dj Yummy - WoW LABEL:TCY Records(JP)
2012.07.04 Y.mag (Zine+Mix CD) LABEL:Donutz trax(JP)
2012.06.12 Dj Yummy - Elestial EP LABEL:Donutz trax(JP)
2012.02.14 Dj Yummy, Kan Takahiko - LAZY feat.AMWE Lyric: VENUS KAWAMURA YUKI (un-official)
2013.04.24 Dj Yummy, Kan Takahiko - Godfest EP LABEL:Donutz trax(JP)
2013.06.12 Dj Yummy, Kan Takahiko - August LABEL:Donutz trax(JP)
2013.08.03 Alisters - High life (Dj Yummy Touch The Rain Remix) / High Life EP LABEL:2E2L Recordings(JP)
2014.01.15 Dj Yummy, Makotrax, humandrone - Greed EP LABEL:Donutz trax(JP)
2014.01.29 Dj Yummy - Starry feat.Tina (from FAKY) LABEL:Donutz trax(JP)
2014.02.26 Main Street Electrical parade(Dj Yummy remix) / More! Electronic Disney Music LABEL:Walt Disney Records(US)
2014.05.28 Booty Bronx, Dj Yummy - The Universe LABEL:Donutz trax(JP)
2014.09.20 inweu - バルコニーからの夜景（Dj Yummy remix）/ inweu R - remix EP
2015.02.17 Dj Yummy - So Yummy feat.Emi Hinouchi (TJO & YUSUKE From BLU-SWING Remix) LABEL:Donutz trax(JP)
2016.03.17 Yummy - Kohaku LABEL:japonesque musique(JP)

## レギュラー出演・連載

### 代表的なレギュラーパーティ
cloudland@ageha(2008 - 2010)@ageHa Island, Tokyo
house nation tea dance(2007 - 2010) @WOMB, Tokyo
Donutz(2009 - 2013) @amate-raxi Tokyo, @Air Tokyo, @module tokyo
HOUSE DREAM (2010 - 2012)@ageHa, Tokyo

### Block.FM
YummyによるHouse、Techno、ElectroのDjミックスとトークをメインに進行するVinylhouseはBlock.fm)の前身であるTCY Radioだった頃から生放送をスタートし、2011年7月21日から産休に入る2016年4月19日のまでの間に（2015年のYummy & Friendsを含めると）計112回の放送があった(Block.FM Vinyl house放送より)。放送時間帯を変えながら月2回、6年間続いているこの番組の存在感がSummer sonicやWomb adventure、その後のULTRA JAPANなど大型フェスティバルに出演するきっかけにもなっている。

### とんかつDJアゲ太郎
少年ジャンプ＋で連載中の『とんかつDJアゲ太郎』の文庫版にDJコラム『おしえて！ヤミー先生』を寄稿している。

### 桜木DJアカデミー
あくまでも私塾という形式をとっており、オーダーメイドカリキュラムによるマンツーマンレッスンを特徴とする。
DJ YUMMY出資の下、DJ YUMMYとKAZUHIRO ABO（現在講師としてDj 1,2が加入）が共同で2014年、台東区上野桜木（株式会社 東京録音 敷地内）に開校、その後宮益坂ビルディングへ、現在は渋谷区桜丘町へ移転している。（Block.fm Vinyl house生放送より)
過去の特別講義にはWatusi, Taku Takahashi, 佐々木 中、Hideo Kobayashi, Afromance, Dj Sarasaらが登壇。
Yummyは2016年に代表を退任し、現在は運営権を譲渡している。

## その他
- Ibiza島では2008年、 2009年、 2012年にクラブプレイやラジオに出演をしている。
- 高校時代にインディ・トランスレーベルのSevensenses recordings[6]の立ち上げに関わっていた。